# Kościół Najświętszej Maryi Panny w Secunderabadzie
Kościół Najświętszej Maryi Panny w Secunderabadzie – rzymskokatolicki kościół w Secunderabadzie.
Budowa kościoła została rozpoczęta 15 sierpnia 1847 z inicjatywy biskupa Daniela Murphy'ego. Obiekt reprezentuje styl neogotycki. Głównym przedmiotem kultu w kościele jest figura Maryi.